# Roodkapleeuwerik
De roodkapleeuwerik (Calandrella cinerea) is een vogel uit de familie van de leeuweriken (Alaudidae).

## Verspreiding en leefgebied
Deze soort komt voor in zuidelijk Afrika en telt vijf ondersoorten:
- C. c. rufipecta: centraal Nigeria
- C. c. saturatior: van Oeganda en westelijk Kenia tot Angola, noordoostelijk Namibië, noordelijk Botswana en Zambia.
- C. c. williamsi: centraal Kenia.
- C. c. spleniata: van westelijk-centraal Angola tot westelijk-centraal Namibië.
- C. c. cinerea: zuidelijk en centraal Namibië, zuidelijk Botswana, Zimbabwe en Zuid-Afrika.